# Okegawa
Okegawa (japanska: 桶川市?, Okegawa-shi) är en stad i Saitama prefektur i Japan. Staden fick stadsrättigheter 1970.